# Apátvarasd
Apátvarasd je vas na Madžarskem, ki upravno spada pod podregijo Pécsváradi Županija Baranja.